# Teleutaea striata
Teleutaea striata là một loài tò vò trong họ Ichneumonidae.